# Ryan Griffiths (guitarrista)
Ryan Griffiths (nacido el 14 de febrero de 1978) es el actual guitarrista de la banda australiana de garage rock, The Vines, cuyo vocalista es Craig Nicholls, al que conoció en la escuela y que en los años 90 lo invitaría a ser parte de su proyecto musical.

## The Vines
Cuando The Vines estaba de gira promocionando su álbum Highly Evolved la banda necesitaba un guitarrista adicional así que Craig Nicholls le pidió a Ryan, su amigo de escuela, que se uniera a The Vines.

## Trabajo como Solista
Actualmente está trabajando en un proyecto como solista, donde se espera muy pronto el lanzamiento de su disco.
Las canciones que ha escrito están influenciadas por sus bandas favoritas, The Dandy Warhols, Brian Jonestown Massacre, y Black Rebel Motorcycle Club
- Datos: Q2295228